# Veli Karahoda
Veli Karahoda (n. 4 ianuarie 1968 la Prizren, Kosovo) este un romancier și eseist albanez.